# Prochownica

Prochownica, XIX w.

Prochownica (dawniej: pulwersak) – podręczny pojemnik wykonany z wytrzymałego materiału (np. drewna, metalu, rogu, kości) służący do przenoszenia zapasu prochu koniecznego do ładowania odprzodowej broni strzeleckiej opartej na systemie rozdzielnego ładowania.

## Historia
Prochownice znane były już w XV w. jednak szerszą popularność zdobyły dopiero na przełomie XVI-XVII w. (znane użycie w polszczyźnie ok. 1650 r.). W wojsku stanowiły standardowy element ekwipunku pieszych strzelców, do czasu spopularyzowania patronów, które zmarginalizowały ich użycie około XVIII w. W zakresie cywilnym używano ich jeszcze w XIX w., aż zostały całkowicie wyparte przez naboje scalone.

## Budowa
Prochownice przybierały bardzo zróżnicowane kształty, a ich powierzchnię często bogato zdobiono (np. grawerowaniem, rzeźbą, inkrustacją). Wykonywane były ze zróżnicowanych materiałów (np. drewno, metal, kość), popularne były również egzemplarze wytwarzane z wydrążonych rogów (tzw. rożki).  W górnej części pojemnika znajdowała się zazwyczaj zatykana wąska metalowa rurka (tzw. wsyp) służąca do wygodnego wsypywania prochu do lufy. Niekiedy wyposażano ją dodatkowo w specjalny dozomierz, umożliwiający precyzyjne odmierzenie określonej porcji prochu. Proch trzymany w prochownicy służył jako ładunek miotający (wsypywany do lufy). Natomiast do podsypywania panewki używano prochu miałkiego trzymanego w osobnej zminiaturyzowanej prochowniczce (tzw. podsypce). 

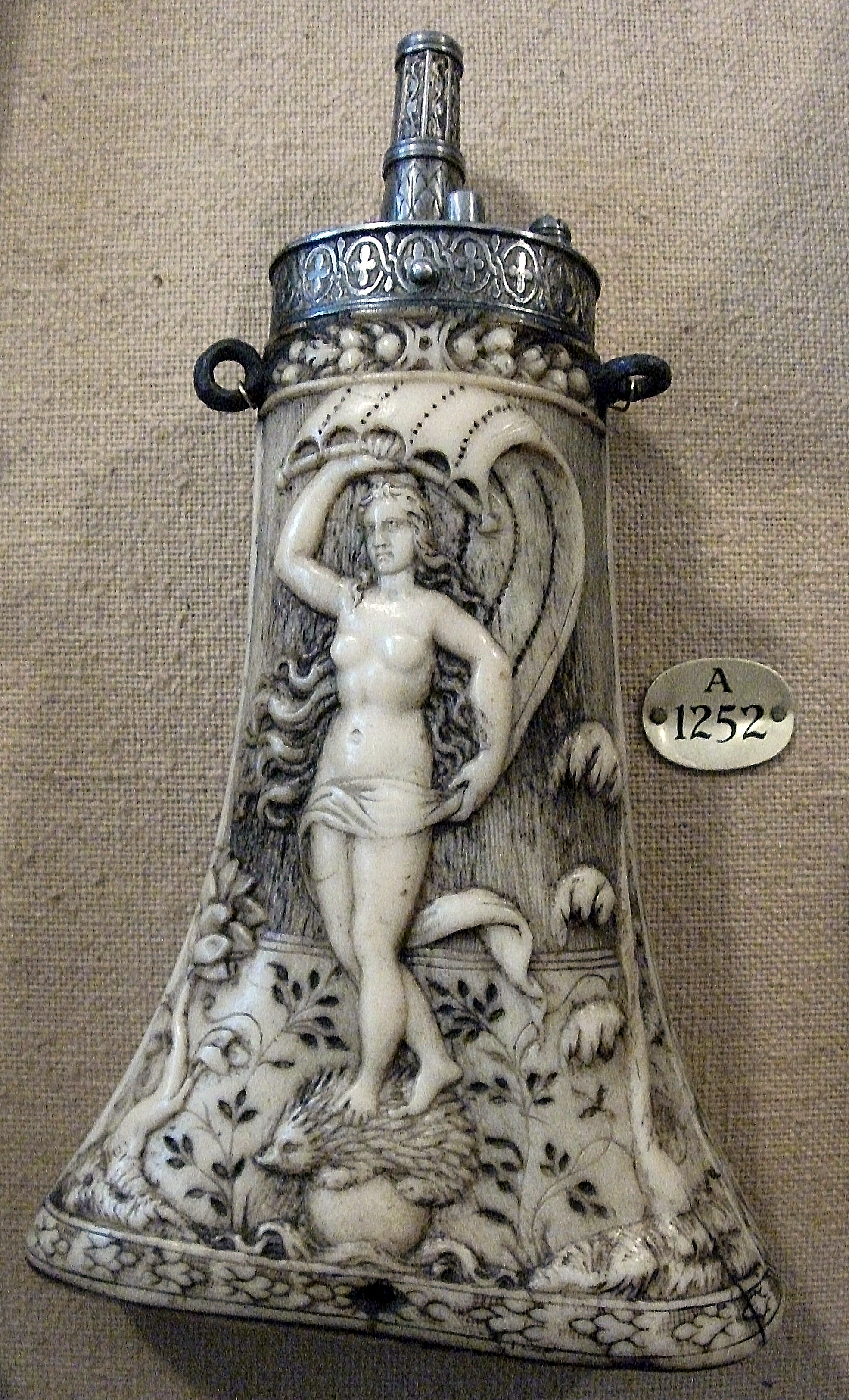
Prochownica wykonana z rzeźbionego poroża, XVI w.
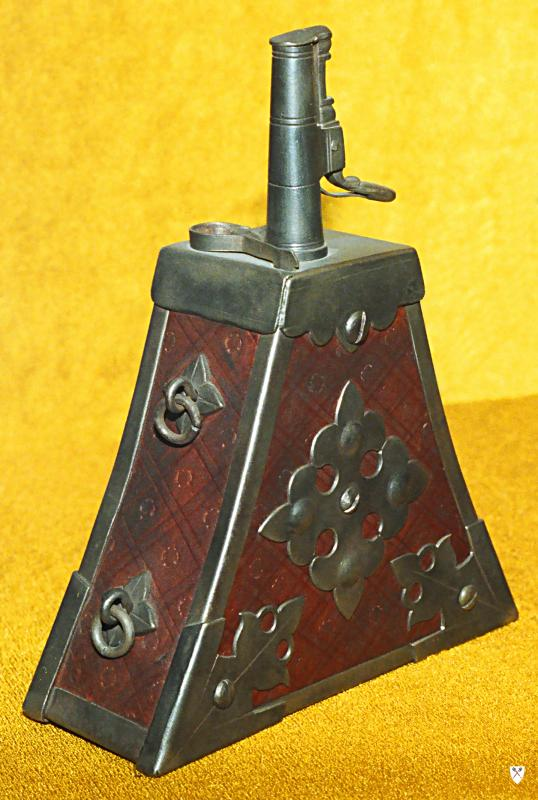
Prochownica ze zbiorów Narodowego Muzeum Morskiego w Gdańsku XVI-XVII w.
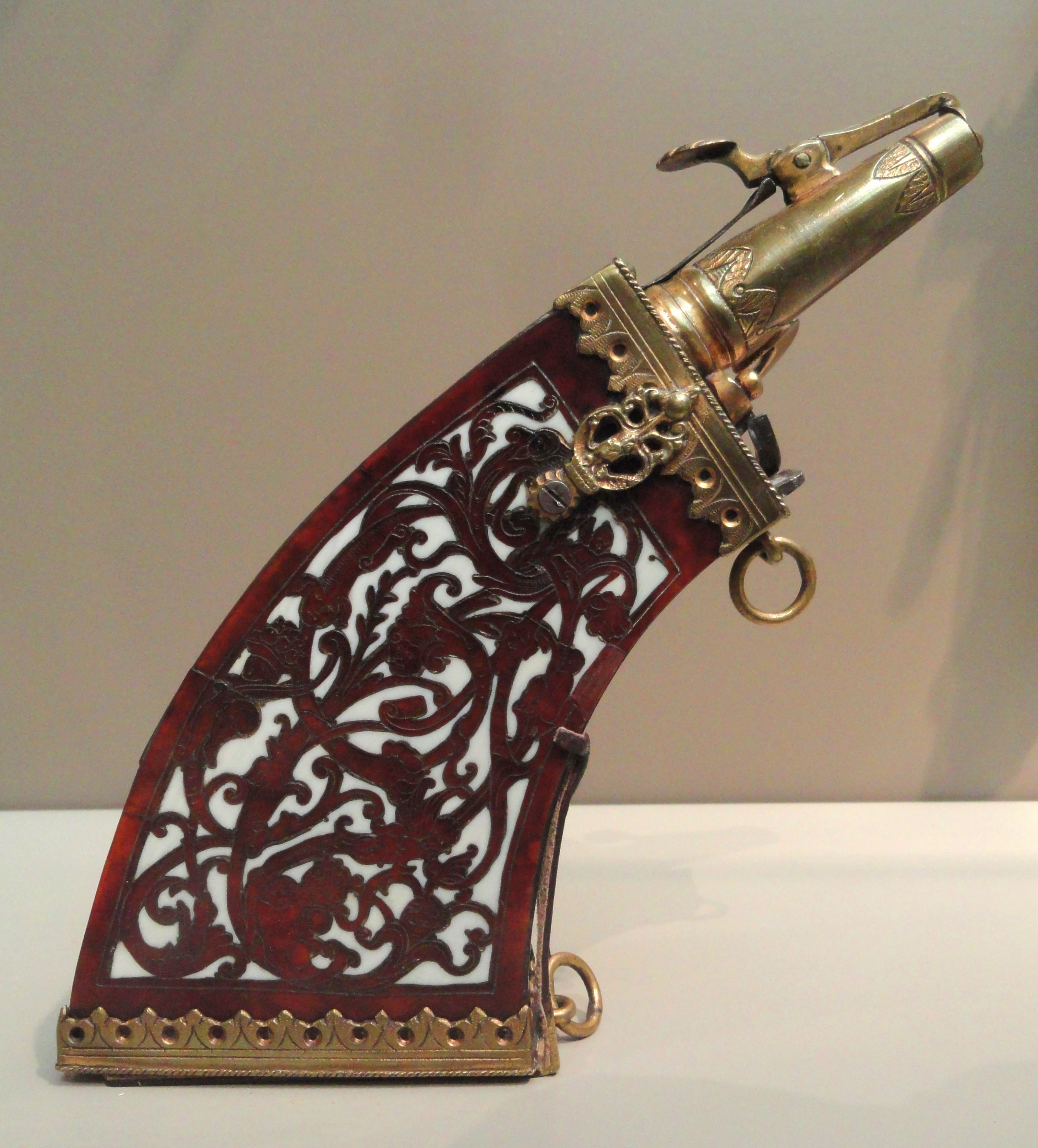
Inkrustowana prochownica, XVII w.
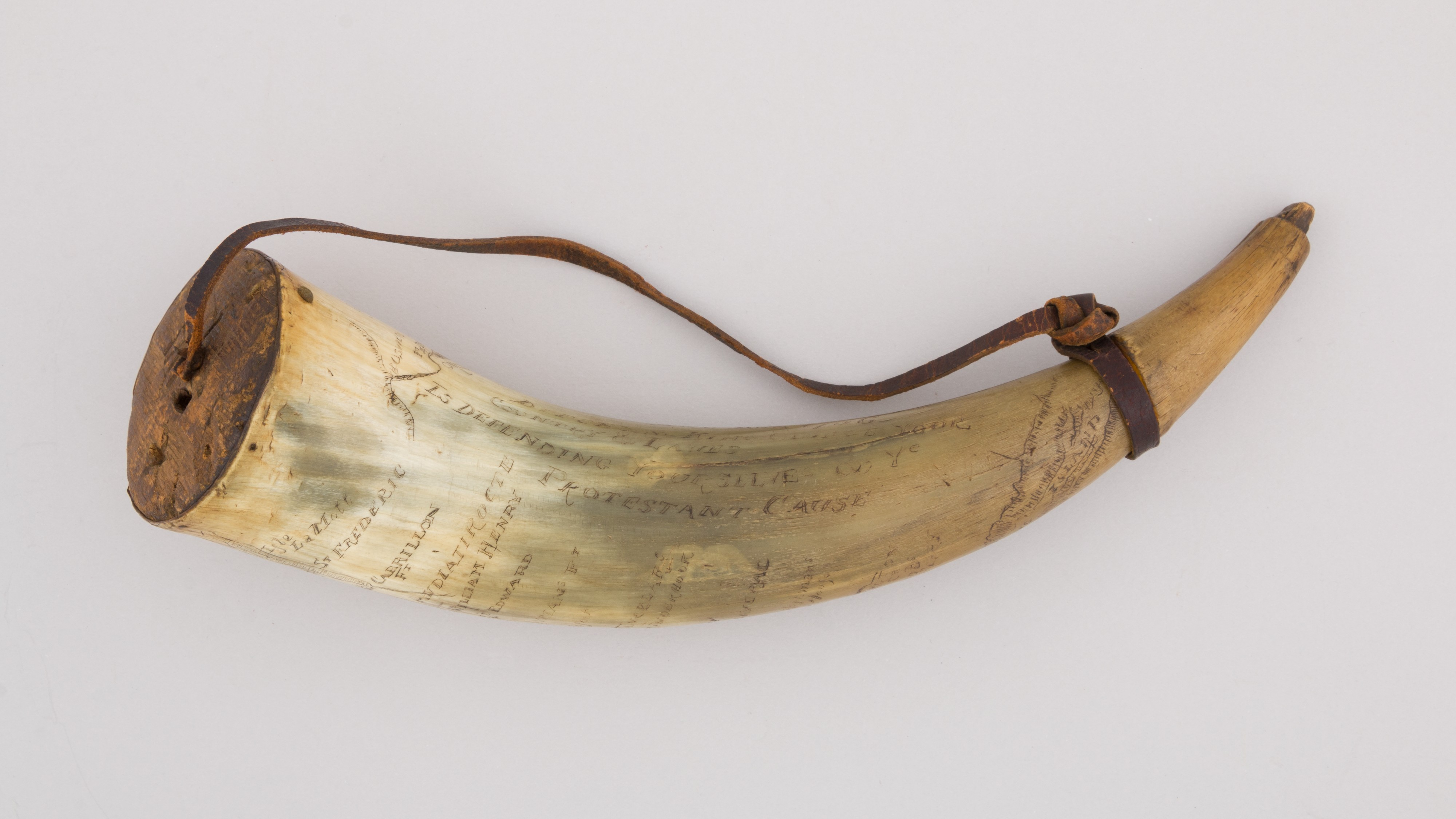
Prochownica wykonana z wydrążonego rogu, XVIII w.
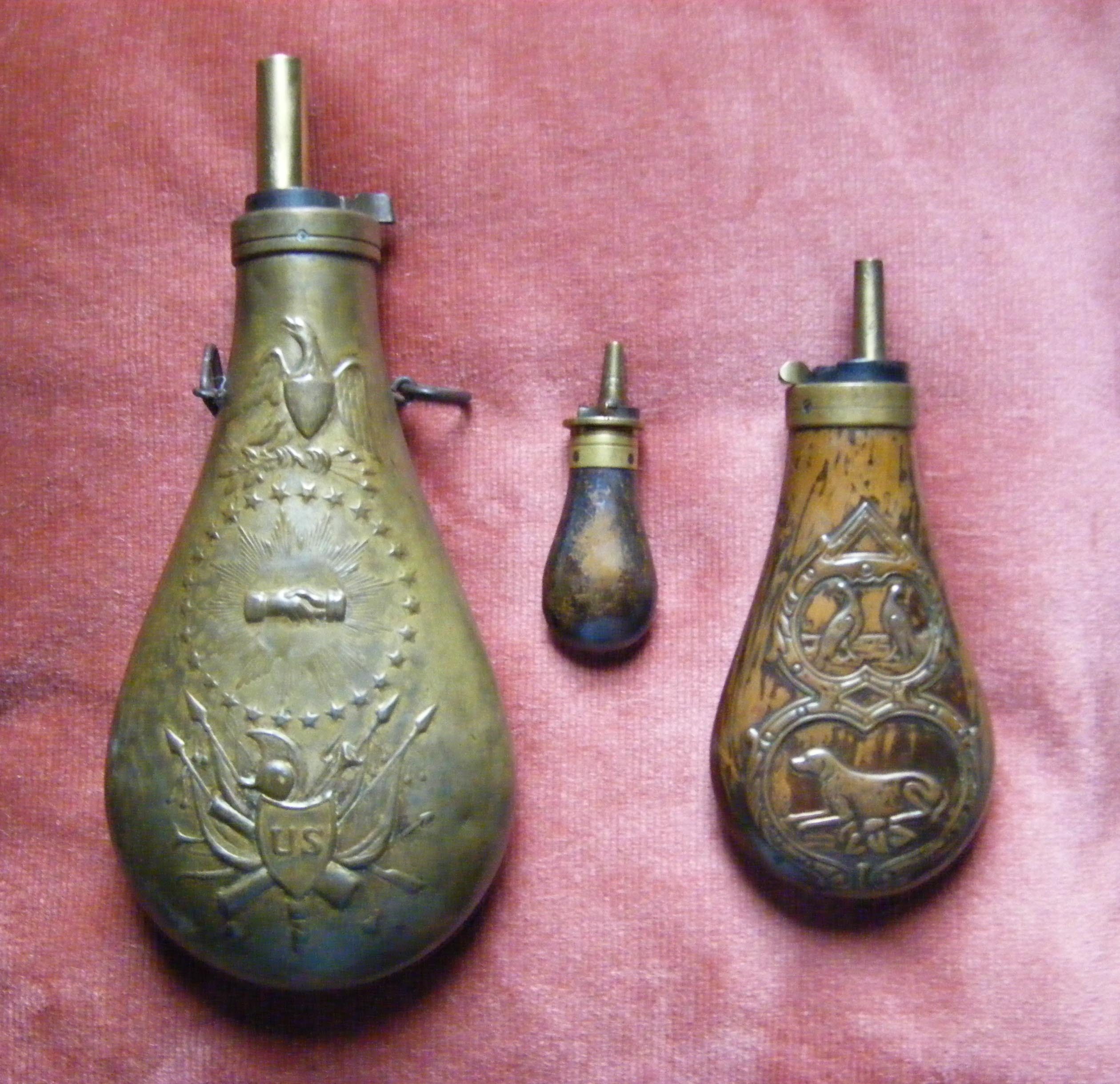
Prochowniczka (pośrodku) służąca do podsypywania panewki
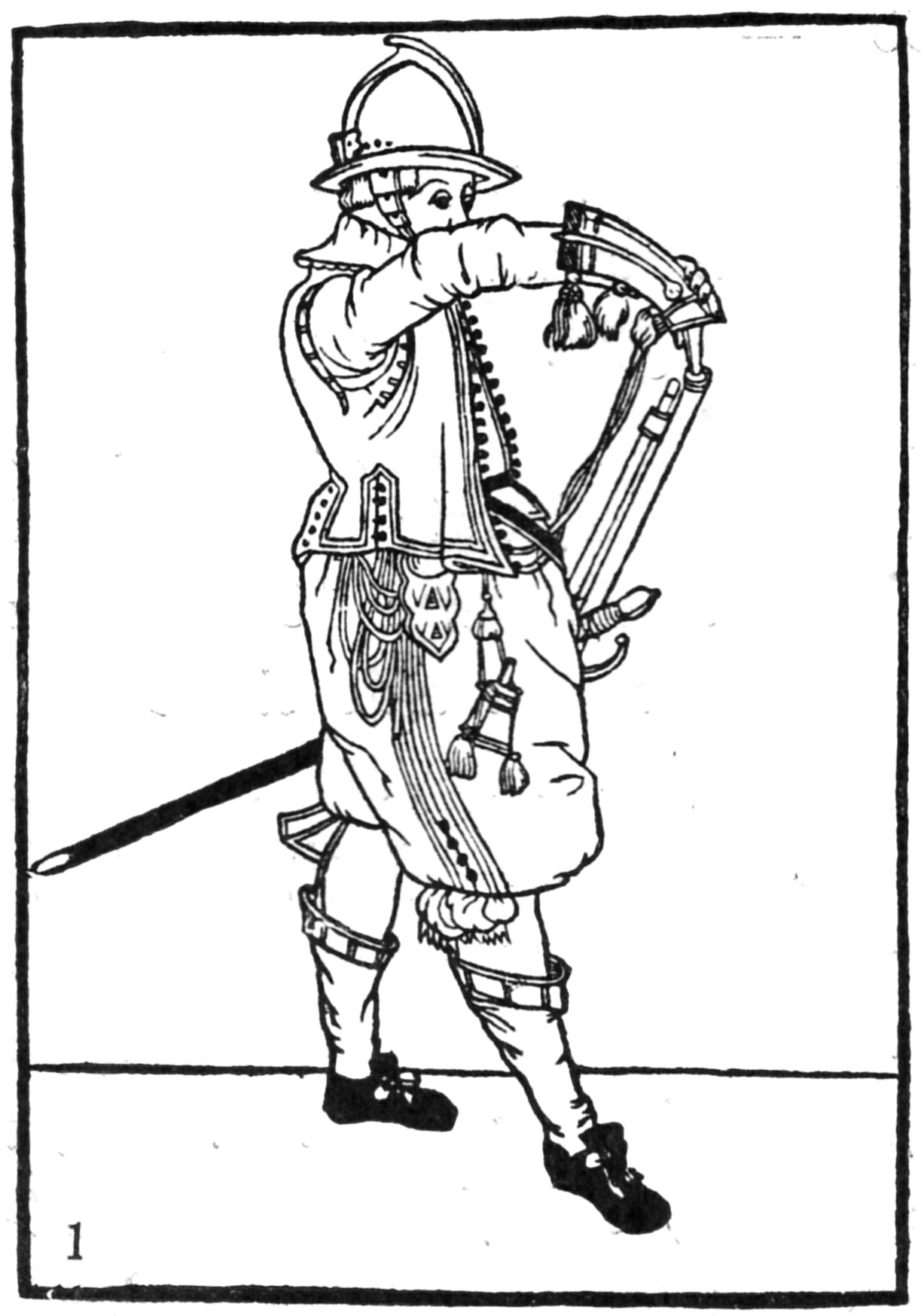
Arkebuzer używający prochownicy
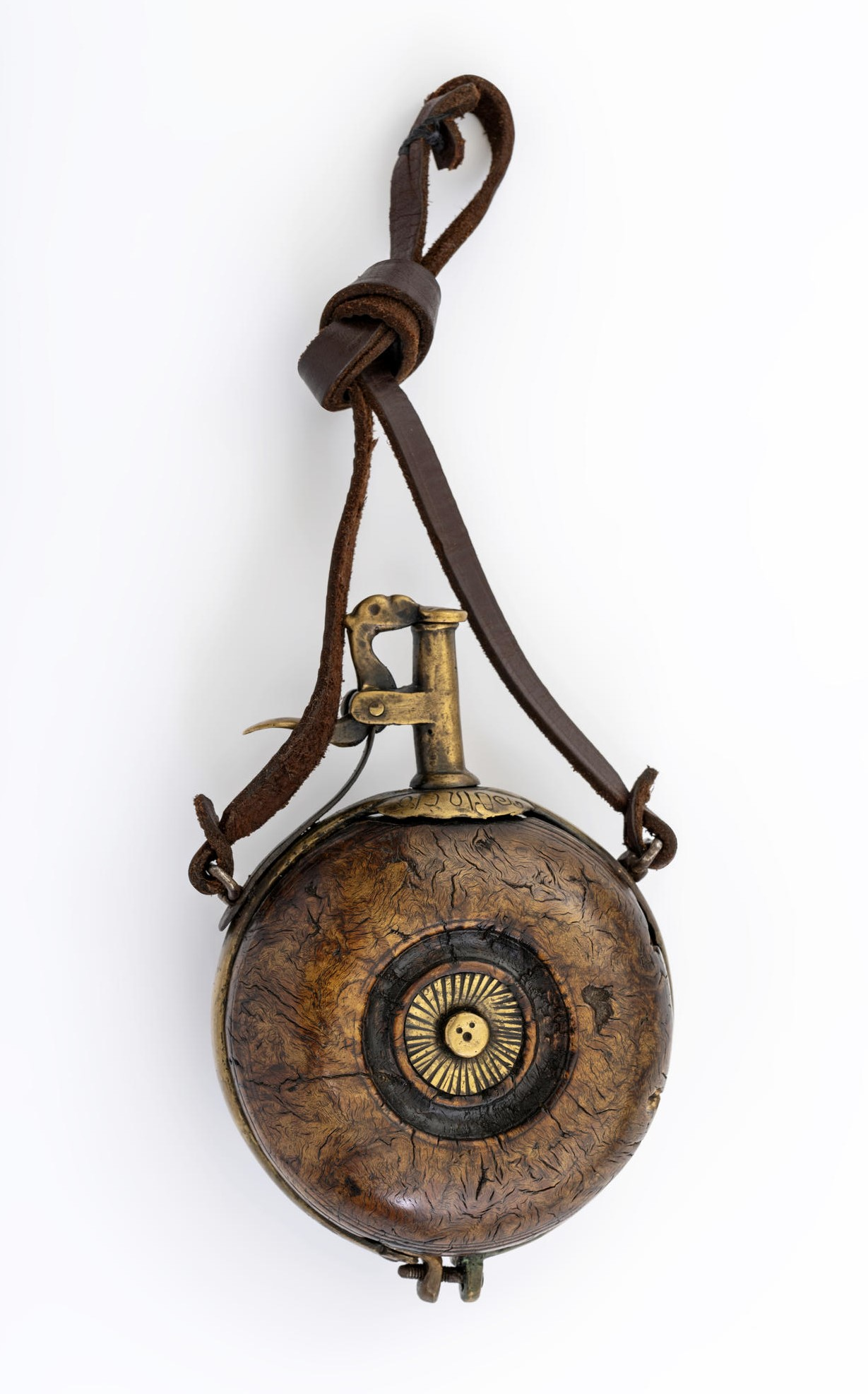
Prochownica, XVII wiek, Muzeum Ziem Wschodnich Dawnej Rzeczypospolitej